# Parafia św. Jakuba Apostoła w Wielkim Lubieniu
Parafia św. Jakuba Apostoła w Wielkim Lubieniu – rzymskokatolicka parafia znajdująca się w diecezji pelplińskiej.

## Zasięg parafii
Na obszarze parafii leżą miejscowości: Michale, Dragacz, Zajączkowo. Tereny te znajdują się w gminie Dragacz, w powiecie świeckim, w województwie kujawsko-pomorskim.